# David Moreau
David Moreau (Boulogne-Billancourt, 14 luglio 1976) è un regista e sceneggiatore francese.

## Biografia
Il regista francese d'adozione americana ha esordito insieme a Xavier Palud girando l'horror Them - Loro sono là fuori, diventato un film di culto per gli appassionati. Ciò gli ha permesso di dirigere poi, ancora con Palud, il remake americano di The Eye, con Jessica Alba. Del 2013 è invece la commedia sentimentale 20 anni di meno.

## Filmografia parziale

### Regista
- Them - Loro sono là fuori (Ils), co-regia con Xavier Palud (2006)
- The Eye, co-regia con Xavier Palud (2008)
- 20 anni di meno (20 ans d'écart) (2013)
- Alone (2017)
- King - Un cucciolo da salvare (King) (2022)

### Sceneggiatore
- Them - Loro sono là fuori (Ils), regia di David Moreau e Xavier Palud (2006)
- 20 anni di meno (20 ans d'écart), regia di David Moreau (2013)
- Alone, regia di David Moreau (2017)